# Erythrolamprus torrenicola
Erythrolamprus torrenicola — вид змій родини полозових (Colubridae). Ендемік Еквадору.

## Поширення і екологія
Erythrolamprus torrenicola мешкають на тепуях Гуайкініма і Сарісаріньяма та в горах Паріма в штаті Болівар на півдні Венесуели. Вони живуть в гірських тропічних лісах і чагарникових саванах, на висоті від 330 до 1180 м над рівнем моря.